# Lujan-Fryns-Syndrom
Das Lujan-Fryns-Syndrom (LFS), auch als X-chromosomale geistige Retardierung-marfanoider Habitus-Syndrom bezeichnet, ist eine sehr seltene X-chromosomal vererbte Krankheit.
Weitere Bezeichnung ist Mental retardation, X-linked 14.

## Klinisches Bild

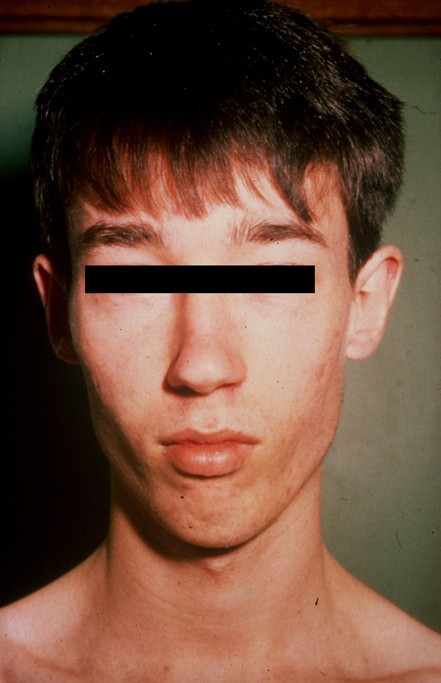
Patient mit Lujan-Fryns-Syndrom

Das Lujan-Fryns-Syndrom ist durch eine X-chromosomale mentale Retardierung, einen hohen und marfanoiden Wuchs, deutlichen Gesichts-Dysmorphien und Verhaltensauffälligkeiten gekennzeichnet.
Die Patienten sind hochwüchsig, erreichen jedoch eine normale Endgröße. Die hohe Stirn, ein langes schmales Gesicht, ein kleiner Unterkiefer und eine Unterentwicklung (Hypoplasie) des Oberkiefers, eine lange Nase mit hoher schmaler Nasenwurzel, darunter ein kurzes, aber tiefes Philtrum, sowie eine dünne Oberlippe und ein hoher Gaumen, sind typische Merkmale im Gesicht der LFS-Patienten. An den Extremitäten sind lange überstreckbare Finger und Zehen, kurze Großzehen und lange zweite Zehen typische Kennzeichen.
Nach der Pubertät bildet sich der marfanoide Habitus deutlicher heraus. Die sekundäre Geschlechtsentwicklung verläuft normal. Typisch sind eine näselnde Sprache und eine allgemeine Muskelhypotonie.
Die Verhaltensauffälligkeiten äußern sich in emotionaler Instabilität, Hyperaktivität und Schüchternheit. Möglich sind auch psychiatrische Auffälligkeiten wie psychotische Verwirrung, Halluzinationen bis hin zu einer Schizophrenie. Die Patienten sind geistig leicht bis mittelschwer behindert.

## Häufigkeit
Von der Erkrankung ist, bedingt durch den Erbgang, vor allem das männliche Geschlecht betroffen. Die Prävalenz des Lujan-Fryns-Syndroms ist nicht bekannt. Bei geistig retardierten und psychiatrischen Patienten ist es naturgemäß weiter verbreitet.

## Genetik
Die Ursache für das Lujan-Fryns-Syndrom sind Mutationen im MED12-Gen (mediator complex subunit 12). Bei den bisher untersuchten Fällen handelt es sich um eine Missense-Mutation, vom Typ p.N1007S.
Das betroffene Gen befindet sich auf dem X-Chromosom, Genlocus 13.1.. Es ist 25 kb groß und besteht aus 44 Exons. Das Genprodukt ist eine Untereinheit des Mediatorkomplexes (mediator, auch thyroid hormone receptor-associated protein (TRAP, Schilddrüsenhormonrezeptor-assoziiertes Protein) oder vitamin D receptor interacting protein (DRIP, Vitamin-D-Rezeptor-interagierendes Protein) genannt), der aus 28 Untereinheiten aufgebaut ist und 1,2 MDalton schwer ist.
Das Lujan-Fryns-Syndrom ist allelisch mit dem FG-Syndrom.

## Diagnose
Bis 2007 konnte das Lujan-Fryns-Syndrom nur klinisch diagnostiziert werden, da die Ursache der Erkrankung unbekannt war. Nachdem das betroffene Gen identifiziert wurde, kann die Diagnose nun prinzipiell auch per DNA-Analyse durchgeführt werden.
Wird die Diagnose anhand des klinischen Bilds gestellt, so sind differentialdiagnostisch das Fragiles-X-Syndrom, Schizophrenie, das Marfan-Syndrom und die Homocystinurie abzugrenzen.

## Therapie
Es gibt keine spezifische Behandlung des Lujan-Fryns-Syndroms. Die Erkrankung ist bisher unheilbar. Bei der psychologischen Betreuung sollte der Schwerpunkt auf der geistigen Förderung liegen und auf Psychosen sollte möglichst früh geachtet werden.

## Erstbeschreibung
Das Lujan-Fryns-Syndrom wurde erstmals 1984 von dem US-amerikanischen Pädiater J. Enrique Lujan und Kollegen an vier männlichen Patienten beschrieben. Drei Jahre später beschrieb der belgische Humangenetiker Jean-Pierre Fryns zwei Fälle mit gleichen Symptomen. Nach den beiden Wissenschaftlern wurde das Lujan-Fryns-Syndrom benannt.

## Weiterführende Literatur
- M. S. Williams: Neuropsychological evaluation in Lujan-Fryns syndrome: commentary and clinical report. In: American journal of medical genetics. Part A. Band 140, Nummer 24, Dezember 2006, S. 2812–2815, ISSN 1552-4825. doi:10.1002/ajmg.a.31501. PMID 17103446.
- K. N. Purandare, T. N. Markar: Psychiatric symptomatology of Lujan-Fryns syndrome: an X-linked syndrome displaying Marfanoid symptoms with autistic features, hyperactivity, shyness and schizophreniform symptoms. In: Psychiatric genetics. Band 15, Nummer 3, September 2005, S. 229–231, ISSN 0955-8829. PMID 16094260.
- J. Donders, H. Toriello, S. van Doornik: Preserved neurobehavioral abilities in Lujan-Fryns syndrome. In: American journal of medical genetics. Band 107, Nummer 3, Januar 2002, S. 243–246, ISSN 0148-7299. PMID 11807907.